# Miss Europe 2016
Miss Europe 2016 est la 61e élection de Miss Europe, qui a eu lieu à Beyrouth au Liban.
Miss Europe revient dix ans après sa dernière élection datant de 2006 où Alexandra Rosenfeld a été élue Miss Europe, elle était la dernière détentrice du titre.
La gagnante Diana Starkova devient Miss Europe 2016. Elle est la huitième Française à remporter le titre de Miss Europe après Élodie Gossuin, Miss Europe 2001 et Alexandra Rosenfeld Miss Europe 2006.